# Akzidenz Grotesk
Akzidenz Grotesk is een schreefloos lettertype ontwikkeld door de lettergieterij H. Berthold AG in 1898. De huidige versies van de Akzidenz Grotesk stammen uit begin jaren 1950: een project onder leiding van Günter Gerhard Lange van Berthold heeft toen de karakterset uitgebreid. Ook werden nieuwe versies toegevoegd zoals een condensed en een extended versie. Terwijl Lange de onvolmaaktheden van de Akzidenz Grotesk wilde behouden, ontwikkelde Max Miedinger in 1957 het Zwitserse lettertype Helvetica op basis van de Akzidenz Grotesk, strevend naar een meer geraffineerd lettertype. De Akzidenz Grotesk beïnvloedde ook Adrian Frutiger en diens lettertype Univers uit 1957. Akzidenz Grotesk is het eerste algemeen gebruikte schreefloze lettertype.

## Overeenkomsten met andere lettertypen
Akzidenz Grotesk wordt op het eerste gezicht vaak gezien als Helvetica of Univers. De gelijkenissen tussen Helvetica en Akzidenz zijn duidelijk, maar subtiele verschillen zijn te vinden in de hoofdletter en kleine letter "c" en in de hoofdletters "G", "J", "R" en "Q". Behalve de subtiele verschillen in deze individuele letters is de primaire verandering van Miedinger in de Helvetica een grotere x-hoogte. Het effect is dat Helvetica langwerpiger lijkt dan Akzidenz. Zowel Helvetica als Univers zijn regelmatiger dan Akzidenz Grotesk.

## Handelsmerk
Akzidenz Grotesk was een geregistreerd handelsmerk van H. Bertold AG. In 1993 ging dit Duitse bedrijf failliet en werd het geliquideerd, waardoor het Amerikaanse handelsmerk Akzidenz Grotesk in 1997 verliep. Het jaar daarop werd het handelsmerk Akzidenz-Grotesk aangevraagd door een klein Amerikaans bedrijfje. Verschillende gieterijen bieden de Akzidenz Grotesk vanwege het merkenrecht aan onder een andere naam. Zo verkoopt Linotype een versie van de Akzidenz onder de naam Basic Commercial.